# Loudy Wiggins
Khuloud Tourky Wiggins, detta Loudy (Haifa, 7 luglio 1979), è una tuffatrice australiana.
Ha rappresentato l'Australia a tre edizioni dei Giochi olimpici estivi: Atlanta 1996, Sydney 2000 e Atene 2004, vincendo complessivamente due medaglie di bronzo.

## Palamarès
- Giochi olimpici

Sydney 2000: bronzo nella piattaforma 10 m sincro
Atene 2004: bronzo nella piattaforma 10 m
- Mondiali di nuoto

Fukuoka 2001: bronzo nella piattaforma 10 m
Barcellona 2003: argento nella piattaforma 10 m sincro
Montrèal 2005: argento nella piattaforma 10 m
- Giochi del Commonwealth

Manchester 2002: oro nella piattaforma 10 m
Melbourne 2006: oro nella piattaforma 10 m sincro; oro nella piattaforma 10 m